# Edit Ernholm
Edit Elvira Ernholm, född Sköld 16 september 1899 i Väse, Värmland, död 18 december 1981 i Kristinehamn, var en svensk skådespelare.
Ernholm scenebuterade i en lokalrevy 1916 och hon arbetade sedan med Fridolf Rhudin och Gustaf Edgren. Hon engagerades för flera professionella teaterengagemang men hon flyttade aldrig från Värmland. Hon filmdebuterade 1921 i Värmlänningarna och kom att medverka i tio filmproduktioner.

## Filmografi
- 1921 – Värmlänningarna
- 1922 – Fröken på Björneborg
- 1923 – Närkingarna
- 1924 – Livet på landet
- 1925 – Styrman Karlssons flammor
- 1925 – Skeppargatan 40
- 1926 – Hon, Han och Andersson
- 1932 – Värmlänningarna
- 1933 – Hälsingar
- 1947 – Tösen från Stormyrtorpet